# Claire Lee Chennault

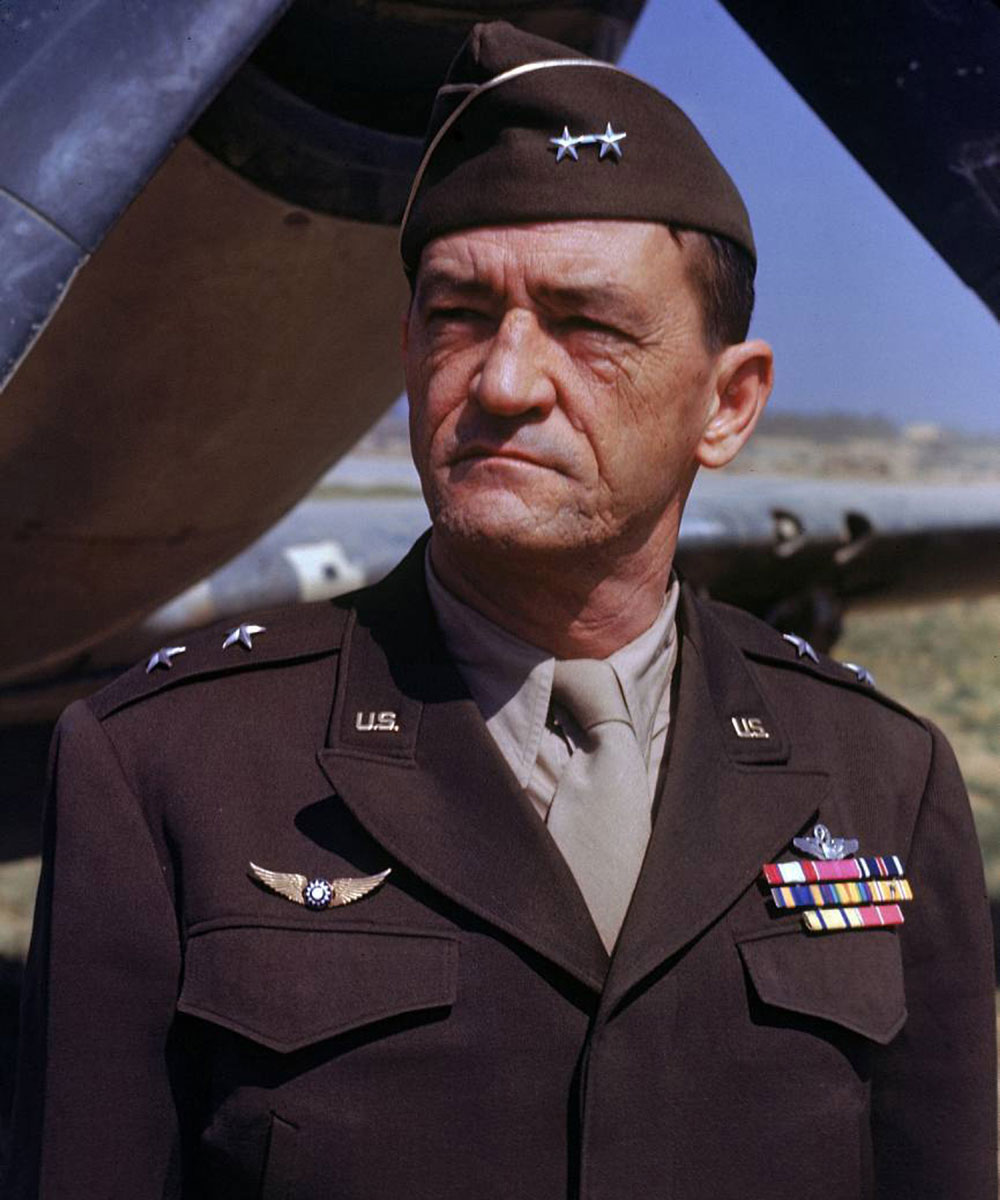
Generaal Claire Lee Chennault

Claire Lee Chennault (Commerce (Texas), 6 september 1890 – New Orleans (Louisiana), 27 juli 1958) was een Amerikaanse militaire vlieger. Hij is vooral bekend geworden als bevelvoerder van de Flying Tigers en van de Amerikaanse luchtmacht in de Republiek China gedurende de Tweede Wereldoorlog.
Vanaf begin jaren twintig was Chennault als Amerikaans militair actief tot zijn pensioen in 1937. Hij ging vervolgens aan de slag als luchtvaartadviseur en pilotenopleider in China. Vanaf begin 1941 commandeerde hij de 1e Amerikaanse Vrijwilligersgroep (bijgenaamd Flying Tigers). In 1942 werd de eenheid opgenomen in het 14e luchtleger van de Amerikaanse luchtmacht. Chennault bleef aan als bevelvoerder en zijn eenheid behaalde grote successen in de strijd tegen de Japanners. Hij was fel anticommunist en bleef na de oorlog trouw aan de nationalist Chiang Kai-shek.

## Militaire carrière

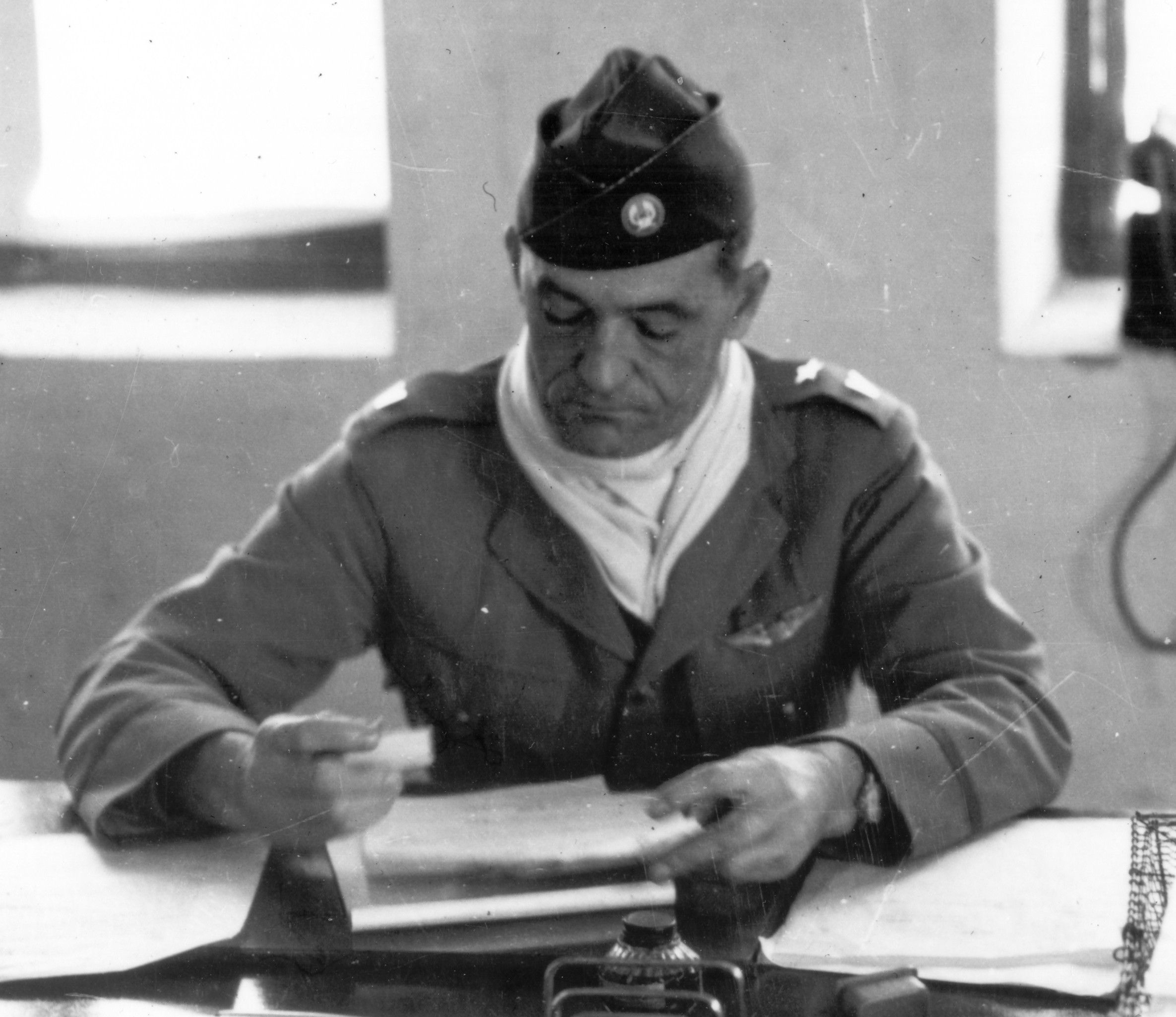
Chennault in China (1942)

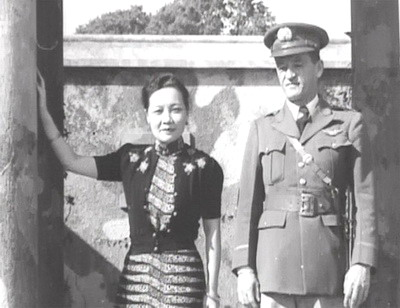
Chennault met Song Meiling

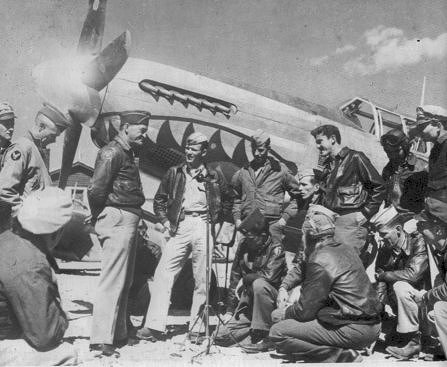
Chennault met piloten en een P-51 Mustang op de achtergrond

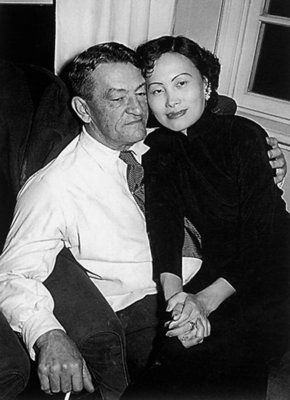
Chennault met zijn tweede vrouw Chen Xiangmei

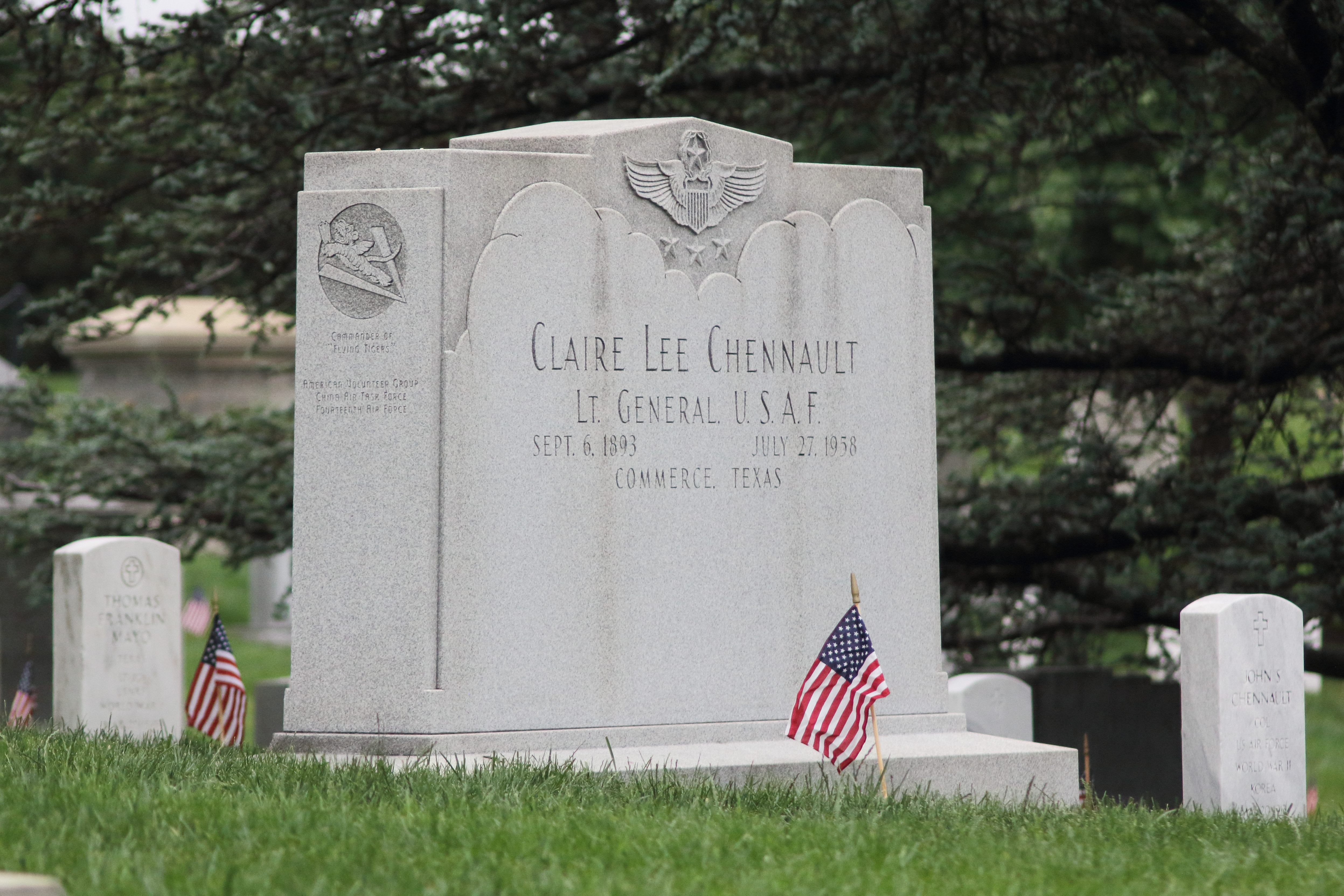
Zijn graf op Arlington National Cemetery

### Amerikaanse luchtmacht
In 1909 en 1910 studeerde Chennault aan de Louisiana State University en hij kreeg ook zijn opleiding als reserveofficier. Aan het begin van de Eerste Wereldoorlog voltooide hij zijn opleiding aan de officiersschool en kwam bij de luchtvaartafdeling van het Signal Corps terecht. Pas na de oorlog leerde hij vliegen en werd in april 1920 eervol ontslagen uit het reserveleger.
Nog geen drie maanden later keerde hij terug naar het leger en vervulde diverse functies bij de luchtmacht. Het Air Corps van het Amerikaanse leger was voornamelijk gericht op bombardementen op grote hoogte, maar Chennault was een actief voorstander van de inzet van gevechtsvliegtuigen. Op 30 april 1937 nam hij ontslag vanwege zijn slechte gezondheid en geschillen met meerderen waardoor hij gepasseerd werd bij promoties. Hij zwaaide af in de rang van kapitein. Als een burger werd hij gerekruteerd om naar China te gaan en zich aan te sluiten bij een kleine groep Amerikaanse burgers die Chinese piloten trainden.

### In China
In juni arriveerde hij in China met een contract voor drie maanden en een salaris van US$ 1000 per maand. Zijn taak was de Chinese luchtmacht te verbeteren. Song Meiling, de vrouw van Chiang Kai-shek, had de leiding over de luchtvaartcommissie en was zijn directe chef. Chiang voerde het bevel over het hele Nationale Revolutionaire Leger. 
Bij het uitbreken van de Tweede Chinees-Japanse Oorlog in augustus 1937 werd Chennault de belangrijkste adviseur van Chiang, hij leidde piloten op en voerde verkenningsmissies uit met een Curtiss H-75-jager. Van de Sovjet-Unie kreeg China bommenwerpers en gevechtsvliegtuigen die ook door Russische vrijwilligers werden gevlogen. In de zomer van 1938 ging Chennault naar Kunming, de hoofdstad van de provincie Yunnan in het zuidwesten van China, om nieuwe Chinese piloten op te leiden naar Amerikaanse model.
Op oktober 1939 ging Chennault, vergezeld van vier Chinese functionarissen, naar San Francisco. Zijn opdracht van Chiang was om zoveel mogelijk jachtvliegtuigen, bommenwerpers en transporttoestellen te krijgen, plus alle benodigdheden die nodig zijn om ze te onderhouden en de noodzakelijke piloten. Chennault haalde ongeveer 300 Amerikaanse vrijwilligers over om als piloot of monteur in China te dienen. Op 23 december 1940 kreeg China toestemming om 100 Curtiss P-40 Tomahawks, oorspronkelijk bestemd voor Groot-Brittannië, te kopen. De vliegtuigen werden in de lente van 1941 naar Birma verscheept. Op een vliegveld bij Rangoon werden ze geassembleerd en getest door personeel van Central Aircraft Manufacturing Company (CAMCO) voordat ze werden afgeleverd bij de vrijwilligers opleidingsschool. Op 20 december 1941 werd de eerste gevechtsmissie uitgevoerd. Na grote successen werd de naam Flying Tigers geïntroduceerd.
Zeven maanden later nam de China Air Task Force de taken over. Op 10 maart 1943 werd het 14e luchtleger geformeerd en hierin werden de taken van de vrijwilligers opgenomen. Chennault werd bevorderd tot generaal-majoor en benoemd tot commandant. De gevechtsvliegtuigen en bommenwerpers voerden acties uit van de Gele Rivier en Tsinan in het noorden tot Indochina in het zuiden, van Chengdu en de rivier de Salween in het westen tot de Chinese Zee en Formosa in het oosten. Tegen het einde van de oorlog was het 14e luchtleger duidelijk de baas over het Chinese luchtruim, ze hadden ruim zeven vijandelijke vliegtuigen vernietigd voor elk Amerikaans vliegtuig dat verloren was gegaan. Volgens cijfers van het Air Corps was de 14e luchtleger verantwoordelijk voor de vernietiging van 2315 Japanse vliegtuigen, 356 bruggen, 1225 locomotieven en 712 spoorwagons.
Gedurende de oorlog was Chennault verwikkeld in een bitter geschil met de Amerikaanse commandant van de grondtroepen, generaal Joseph Stilwell. De aanvoer van militair materieel was alleen mogelijk via de lucht en de beschikbare capaciteit was heel beperkt. Chennault geloofde dat de 14e luchtleger, de Japanse troepen kon aanvallen in samenwerking met het Nationale Revolutionaire Leger en had Chiang aan zijn zijde. Stilwell wilde zo snel als mogelijk een grondaanval inzetten in het noorden van Birma om een aanvoerroute over land te openen. Chennault en Chiang overtuigden president Roosevelt om Stilwell te ontslaan in 1944. Tot het vertrek van Stilwell heeft deze discussie over de inzet van de capaciteit gewoed. 
Na de oorlog bleef Chennault trouw aan Chiang. In juli 1945 keerde hij terug naar de Verenigde Staten, maar in oktober nam hij zijn ontslag uit het leger. Hij ging terug naar China en was vier jaar lang de bestuursvoorzitter van Civic Air Transport (CAT). CAT was een Chinese luchtvaartmaatschappij maar voerde vooral clandestiene vluchten uit voor de Central Intelligence Agency (CIA) in Zuidoost-Azië. Hij pleitte voor internationale steun om de Aziatische communisten terug te dringen. Voor China kocht hij overtollige militaire vliegtuigen en deze werden ingezet in de strijd tegen de communisten. In 1951 verklaarde Chennault – inmiddels gepensioneerd – dat het wapenembargo van de regering van Truman een belangrijke rol heeft gespeeld in de ondergang van de nationalisten.
In 1958 overleed hij aan kanker in een ziekenhuis in New Orleans. 

## Privé
Chennault was tweemaal getrouwd en had in totaal tien kinderen. Met zijn eerste vrouw Nell Thompson (1893-1977), een Amerikaanse van Britse afkomst had hij acht kinderen. Hij trouwde op 24 december 1911 en het huwelijk eindigde in 1946. Op 2 december 1947 huwde hij Chen Xiangmei (Anna Chennault, 1925-2018), een 30 jaar jongere verslaggeefster voor een Chinees nieuwsagentschap. Ze versloeg de oorlogsontwikkelingen en in het naoorlogse China berichtte ze over Mao Zedong en zijn communistische revolutie. Met haar kreeg hij nog twee dochters. Na het overlijden van haar man verhuisde de 35-jarige weduwe naar Washington D.C.. Met hulp van de politieke vrienden van haar man werd ze zeer actief als anticommuniste.